# Alfons Froilaz
Alfons Froilaz, dit el Geperut (? - ca. 933) va ser rei de Lleó breument entre l'agost de 925 al febrer de 926.
Fill primogènit de Fruela II d'Astúries, a qui va succeir en el tron d'agost del 925 a febrer del 926. El monarca va ser tan desconegut, que va quedar fora de l'ordenació numèrica entre Alfons III i Alfons IV. Va enfrontar-se amb els seus cosins, els fills d'Ordoni II de Lleó, a la mort del seu pare pels regnes d'Astúries, Lleó i Galícia, que comptaven amb el suport de Sanç I de Pamplona.
Destronat, va ser acollit a Astúries, on també havia regnat el seu pare. Pocs mesos després d'accedir al tron fou expulsat dels regnes d'Astúries i Lleó, que a partir d'aquell moment passà a ser-ne un de sol. Vençut es va refugiar a Galícia on va mantenir les seves reclamacions a les corones, però que hagué d'havandonar l'any següent en favor del seu cosí Sanç Ordoni.
El 932 va ser fer presoner, juntament amb els seus germans i també amb el rei Alfons IV de Lleó, per Ramir II de Lleó que va ordenar que els traguessin els ulls i finalment van morir.